# Хенцинь
Хенцинь (спрощ.: 横琴岛; кит. трад.: 橫琴島, порт. Ilha da Montanha) — острів у північній частині Південнокитайського моря, на сході від гирла річки Сіцзян. Входить до складу міста Чжухай в провінції Гуандун КНР. Площа 106,46 км².
У 2009 році на острові планувалося створити стратегічну нову зону державного підпорядкування, вона мала стати третьою подібною зоною в країні після нових зон у місті Тяньцзінь і в районі Пудун міста Шанхая. Наразі (2020) острів є новим районом провінційного підпорядкування. [джерело?]

## Географія
Острів розташований у північній частині Південно-Китайського моря, в районі дельти річки Сіцзян, на сході від її гирла. Межує з островами Тайпа і Колоане Макао. При цьому він є ближчим до Макао, аніж до Чжухая. Площа острова становить 106,46 км², це найбільший із 146 островів, які знаходяться під юрисдикцією Чжухая.
В минулому на місці теперішнього острова було два острови — Да-Хенцинь (Великий Хенцинь), на півдні, і Сяо-Хенцинь (Маленький Хенцинь), на півночі. У 1970-х роках протоку, що роз'єднувала два острови, було засипано і 2 острови перетворено на 1.
Острів поєднаний мостом із Спеціальним адміністративним районом Китаю Аомень (Макао). Звідси здійснюється регулярне пряме морське сполучення з іншим спеціальним адміністративним районом — Сянганом (Гонконгом).

## Історія
У 1963 році Мао Дзе Дун виголосив гасло про навчання веденню сільського господарства у села Дачжай, комуни в повіті Сіян. За його прикладом на півдні Китаю селяни мали відвоювати територію у моря, хоча сам Дачжай і не був на березі моря. Керівництво повіту, до якого входив Хенцинь, заявило, що не може відвоювати територію у моря через брак робочої сили. Разом з цим у 1960-х роках багато молодих людей з Хенциня намагалося перебратися до Макао, що в той час було португальською колонією. У 1970-х роках з повіту Шуньде, де було багато робочої сили, але було мало земель, розташованого на півдні Китаю, на острів було переселено багато молодих людей. Після кількох років виснажливої праці вони перекрили канал, що роз'єднував два острови й висушили його, відвойовуючи таким чином територію у моря для сільського господарства. Втім, незабаром гасла Культурної революції втратили своє значення.
В період перебування сусіднього Макао португальською колонією мешканці Хенциня за пропуском могли дістатися до макаоського острова Колоане для дрібної прикордонної торгівлі і продати там сільськогосподарську або іншу продукцію. Їм дозволялося вести справи у селах Колоане і Ка-Хо, але не дозволялося в'їжджати до самого острова Макао. Мешканці Макао також могли дістатися до Хенциня за 10 хвилин на моторизованих сампанах морської піхоти. Часом влада Макао через питання безпеки забороняла мешканцям Макао діставатися острова Хенцинь через причал морської поліції на Колоане.